# Zelfportret met een architectonische achtergrond
Zelfportret met een architectonische achtergrond is een schilderij toegeschreven aan Rembrandt in het Musée du Louvre in Parijs.

## Voorstelling
Het is een zelfportret van Rembrandt met lange donkerbruine krullen, een snor en een vliegje. Verder draagt hij een zwarte baret en een oorbel in zijn rechteroor. Rechtsachter een doorkijkje naar architectuur.
Uit röntgenfoto's blijkt dat het portret in twee fases is geschilderd. Oorspronkelijk waren de haren kort en was de linker schouderpartij duidelijker begrensd. Het geheel is geschilderd op nog een eerder schilderij, dat een kopie naar Rembrandts ets Christus en de Samaritaanse vrouw uit 1634 schijnt te zijn.

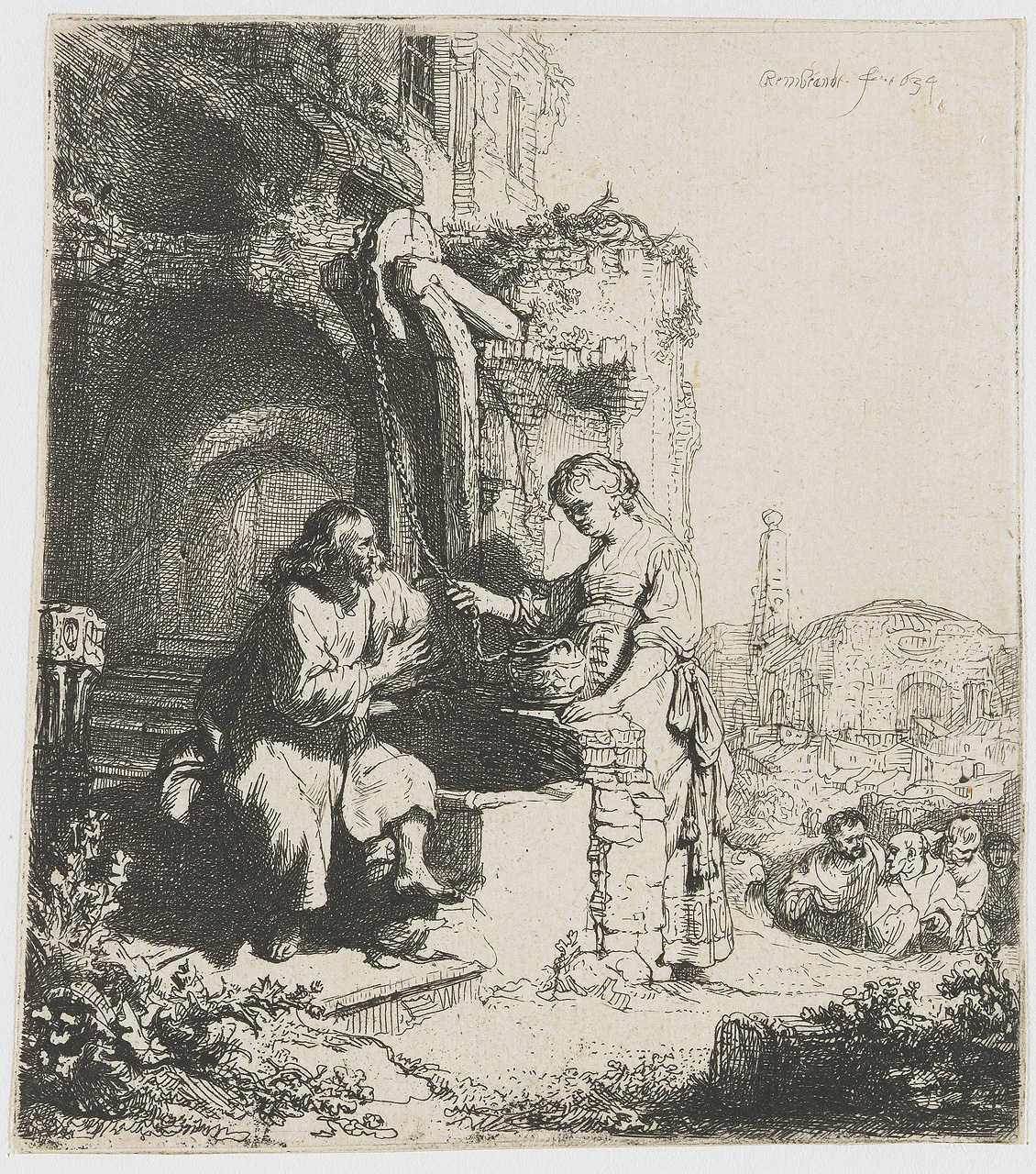
Rembrandt. Christus en de Samaritaanse vrouw. 1634. Ets. Amsterdam, Rijksmuseum Amsterdam.

Het paneel was vroeger waarschijnlijk rechthoekig in plaats van ovaal.

## Toeschrijving en datering
Het werk is rechtsonder gesigneerd ‘Rembrandt f.[ecit] / 1637’. Volgens het Rembrandt Research Project is deze signatuur echter niet origineel. Toch wordt het werk door de meeste auteurs aan Rembrandt toegeschreven. Alleen Horst Gerson oppert Govert Flinck als mogelijke schilder. Het moet rond 1639 ontstaan zijn.

## Herkomst
Het werk werd in 1785 in Londen gekocht door de kunsthandelaar Alexandre Joseph Paillet voor de verzameling van de koning van Frankrijk, Lodewijk XVI. Sindsdien is het in het bezit van de Franse kroon (nu de Franse staat).